# 花腹盖蛛
花腹盖蛛（学名：Neriene radiata）为皿蛛科盖蛛属的动物。分布于全北区以及中国大陆的北京、吉林、浙江、安徽、湖北、湖南、贵州、四川、陕西等地，主要栖息于草丛和灌木丛。